# Anne-Frank-Preis
Der Anne-Frank-Preis (niederländisch: Anne Frank-prijs) war ein Literaturpreis, der zwischen 1957 und 1966 jährlich zwei niederländischen Schriftstellern unter 30 Jahren verliehen wurde. Er war von Albert Hackett und Frances Goodrich gestiftet worden, nachdem diese für eine Theater-Adaption des Tagebuch der Anne Frank 1956 den Pulitzer-Preis erhalten hatten. Vergeben wurde er von der Netherland-America Foundation, die seit 1921 den kulturellen Austausch zwischen den Niederlanden und den USA fördert. Die Auswahl erfolgte durch eine vierköpfige Jury. Ausgezeichnet wurden sowohl Romane, Gedichte, Dramen, Essays, Kurzgeschichten als auch das Gesamtwerk mehrerer Autoren. Der Preis war mit 2500 bzw. 1000 Gulden dotiert.

## Preisträger
- 1957 – Harry Mulisch: Archibald Strohalm

– Cees Nooteboom: Philip en de anderen
- 1958 – Remco Campert: Vogels vliegen toch

– Nico Scheepmaker: Poëtisch fietsen, De kip van Egypte
- 1959 – Erik Vos: für seine Regie von Arena

– Esteban López: Fredegonde, De vrienden van vroeger, Mercedes, mijn zuster, Tederheid in het geding
- 1960 – Cornelis Bauer: De groene boogschutter

– Rutger van Zeyst: De familieraad
- 1961 – Piet Calis: Mensen van de koningsstam, Napoleon op het Leidscheplein

– H.J.A. Hofland: für das Gesamtwerk
- 1962 – Ankie Peypers: Geen denken aan

– Geert van Beek: Buiten schot
- 1963 – Peter Berger: Deze voorlopige naam

– Huub Oosterhuis: Uittocht, Groningen en andere gedichten
- 1964 – E. Brent Besemer: für das Gesamtwerk

– Peter Oosthoek: für die Regie von Nederlandse stukken
- 1965 – P.J.A.M. Buijnsters: Tussen twee werelden-Rhijnvis Feith als dichter van Het Graf

– Cornelis Verhoeven: Filosofie van de troost
- 1966 – Raoul Chapkis: Ik sta op mijn hoofd

– Henk van Kerkwijk: Geweer met terugslag